# Rozpusta

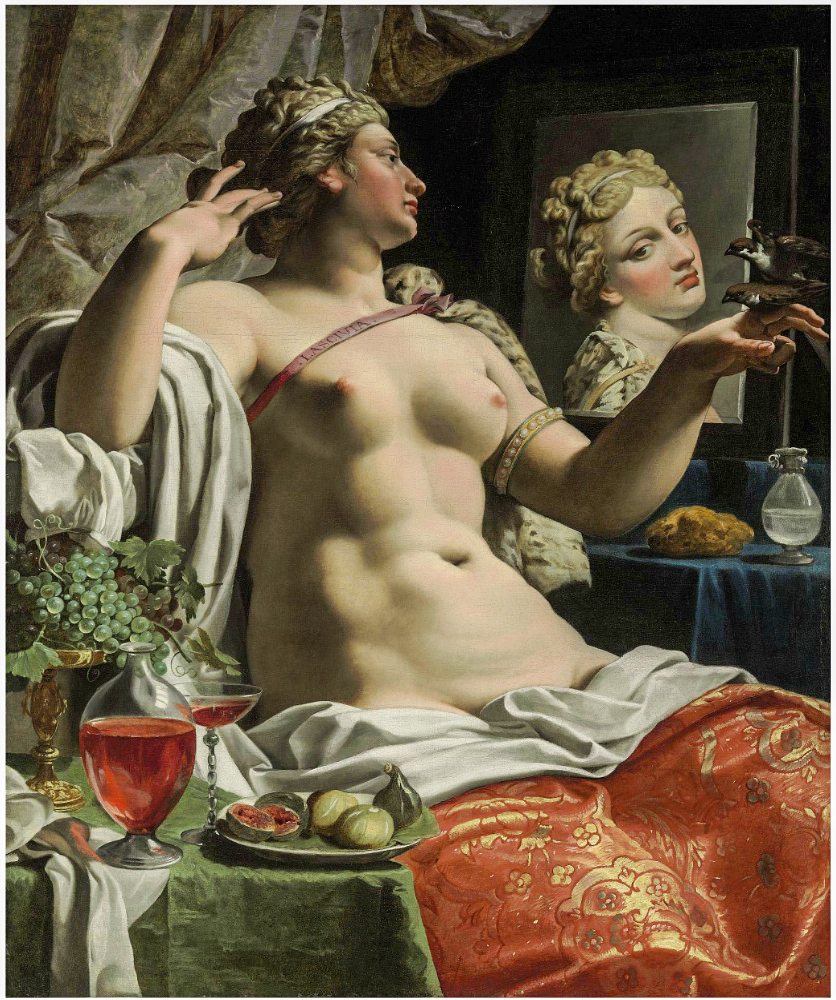
Lascivia, alegoria rozwiązłości, obraz Abrahama Janssensa

Rozpusta – ogólne określenie dla niemoralności w zakresie spraw seksualnych, w znaczeniu wyuzdanie, rozwiązłość. Inne określenia to nieczystość, bezwstyd, zepsucie, nieumiarkowanie, żądza, łajdactwo. Szczególnym rodzajem rozpusty jest cudzołóstwo.	
W tradycji biblijnej "rozpusta" nie ogranicza się do sfery seksualnej lecz oznacza wszelkie formy bałwochwalstwa, które sprzeciwiają się pierwszemu przykazaniu bożemu.